# Kozarek Mały
Kozarek Mały (deutsch Klein Kosarken, 1930 bis 1938 Lindenhof, 1938 bis 1945 Zweilinden, auch: Groß Kosarken-Wehlack, 1938 bis 1945 Köhlershof) ist ein kleiner Ort in der polnischen Woiwodschaft Ermland-Masuren. Er gehört zur Landgemeinde Sorkwity (deutsch Sorquitten) im Powiat Mrągowski (Kreis Sensburg).

## Geographische Lage
Kozarek Mały liegt in der südlichen Mitte der Woiwodschaft Ermland-Masuren, 14 Kilometer westlich der Kreisstadt Mrągowo (deutsch Sensburg).

## Geschichte
Der heutige Ort Kozarek Mały setzt sich aus zwei ehemals getrennten Ortschaften zusammen: aus dem nördlichen Klein Kosarken, von 1930 bis 1938 Lindenhof und von 1938 bis 1945 Zweilinden genannt, und aus dem südlichen Groß Kosarken-Wehlack, das 1938 bis 1945 Köhlershof und nach 1945 zeitweilig auch Kozarek Średni hieß und damit seine Lage in der Mitte (polnisch Średni) zwischen Kozarek Mały und dem noch weiter südlich gelegenen Kozarek Wielki (deutsch Groß Kosarken-Dönhoffstädt, 1938 bis 1945 Köhlersgut) beschrieb.
In ihrer Historie sind beide Orte unterschieden.

### Klein Kosarken (Lindenhof, Zweilinden)
Der Gutsort Klein Kosarken wurde 1874 in den neu errichteten Amtsbezirk Choszewen (polnisch Choszczewo) eingegliedert, der – 1938 in „Amtsbezirk Hohensee“ umbenannt – zum Kreis Sensburg im Regierungsbezirk Gumbinnen (1905 bis 1945: Regierungsbezirk Allenstein) in der preußischen Provinz Ostpreußen gehörte. Im Jahre 1910 zählte der Gutsbezirk Klein Kosarken 18 Einwohner.
Aufgrund der Bestimmungen des Versailler Vertrags stimmte die Bevölkerung im Abstimmungsgebiet Allenstein, zu dem Klein Kosarken gehörte, am 11. Juli 1920 über die weitere staatliche Zugehörigkeit zu Ostpreußen (und damit zu Deutschland) oder den Anschluss an Polen ab. In Klein Kosarken stimmten 40 Einwohner für den Verbleib bei Ostpreußen, auf Polen entfielen keine Stimmen.
Am 30. September 1928 gab Kein Kosarken seine Selbständigkeit auf und wurde in die Nachbargemeinde Allmoyen (polnisch Jełmuń) einbezogen. Am 30. November 1930 wurde der Ort in „Lindenhof“, am 3. Juni (amtlich bestätigt am 16. Juli) 1938 in „Zweilinden“ umbenannt.
Seit 1945 gehört der Ort zu Polen und trägt die polnische Namensform „Kozarek Mały“. Unter diesem Namen ist er zusammen mit der südlichen Ortschaft ein Teil der Landgemeinde Sorkwity (Sorquitten) im Powiat Mrągowski (Kreis Sensburg), bis 1998 der Woiwodschaft Olsztyn, seither der Woiwodschaft Ermland-Masuren zugehörig.

### Groß Kosarken-Wehlack (Köhlershof)
Der Gutsort Groß Kosarken-Wehlack kam 1874 zum Amtsbezirk Sorquitten (polnisch Sorkwity) im Kreis Sensburg im Regierungsbezirk Gumbinnen (1905 bis 1945: Regierungsbezirk Allenstein) in der preußischen Provinz Ostpreußen. Der Gutsbezirk Groß Kosarken-Wehlack zählte im Jahre 1910 insgesamt 42 Einwohner.
Aufgrund der Bestimmungen des Versailler Vertrags stimmte die Bevölkerung im Abstimmungsgebiet Allenstein, zu dem Groß Kosarken-Wehlack gehörte, am 11. Juli 1920 über die weitere staatliche Zugehörigkeit zu Ostpreußen (und damit zu Deutschland) oder den Anschluss an Polen ab. In Groß Kosarken-Wehlack stimmten 20 Einwohner für den Verbleib bei Ostpreußen, auf Polen entfielen keine Stimmen.
Am 30. September 1928 gab Groß Kosarken-Wehlack seine Eigenständigkeit auf und wurde zusammen mit Groß Kosarken-Dönhoffstädt (1938 bis 1945 Köhlersgut, polnisch Kozarek Wielki) in die Landgemeinde Neberg (polnisch Nibork) eingemeindet. Am 3. Juni (amtlich bestätigt am 16. Juli) 1938 wechselte der Ortsname in „Köhlershof“.
In Kriegsfolge kam der Gutsort 1945 zu Polen und erhielt die polnische Namensform „Kozarek Średni“, später dann die heutige Bezeichnung „Kozarek Mały“. Er gehört damit zur Landgemeinde Sorkwity im Powiat Mrągowski.

## Kirche
Sowohl Klein Kosarken (Lindenhof/Zwielinden) als auch Groß Kosarken-Wehlack (Köhlershof) waren bis 1945 in die evangelische Kirche Sorquitten in der Kirchenprovinz Ostpreußen der Kirche der Altpreußischen Union eingepfarrt. Katholischerseits gehörte Klein Kosarken zur Pfarrei Stanislewo (1930 bis 1945 Sternsee, polnisch Stanclewo), Groß Kosarken-Wehlack dagegen nur bis 1939 zur Pfarrei Stanislewo, danach zur Pfarrei Kobulten (polnisch Kobułty) im damaligen Bistum Ermland.
Heute ist Kozarek Mały bei beiden Konfessionen nach Sorkwity hin orientiert – zur dortigen evangelischen Pfarrei als auch zur dortigen katholischen Pfarrei, in der Diözese Masuren der Evangelisch-Augsburgischen Kirche in Polen bzw. im jetzigen Erzbistum Ermland in der polnischen katholischen Kirche.

## Verkehr
Kozarek Mały liegt nördlich der verkehrstechnisch bedeutenden polnischen Landesstraße 16 (einstige deutsche Reichsstraße 127) und ist über Kozarek Wielki auf direktem Wege zu erreichen.
Nördlich des Ortes verläuft die Bahnstrecke Czerwonka–Ełk mit der nächsten Bahnstation in Sorkwity. Diese Strecke wird derzeit nicht befahren.